# Fernando Pedroza
Fernando Pedroza es un municipio del estado del Rio Grande do Norte (Brasil), localizado en la microrregión de Angicos. De acuerdo con el censo realizado por el IBGE (Instituto Brasileño de Geografía y Estadística) en el año 2000, su población es de 2650 habitantes. Área territorial de 324 km².